# Brittany Pettersen
Brittany Pettersen, född 6 december 1981, är en amerikansk politiker (demokrat). Hon är ledamot av USA:s representanthus sedan 2023.
I mellanårsvalet i USA 2022 besegrade Pettersen republikanen Erik Aadland och tre övriga kandidater.